# 회선
《회선》은 1985년 8월 10일에 방영된 TV문학관이다.

## 줄거리
대학생 '나'(홍요섭)는 방학을 맞아 학교를 떠나 '아라도'라는 섬으로 가기 위해 인천 항구에서 배를 탄다. 배에는 수많은 사람들이 타고 있는데, 모두 '아라도'에서 무언가를 이루기 위해, 혹은 끝을 보기 위해 타고 있는 사람들이다. '나'는 배 안에서 이들 중 몇 명과 만나 술잔을 기울이며 그들의 이야기를 듣게 되는데...

## 출연
- 홍요섭
- 박경득
- 박규식
- 안대용
- 김창봉
- 사미자
- 김혜숙
- 임성원
- 이미경
- 기정수
- 장희진
- 민욱
- 김영철
- 한태일
- 이한수
- 이두섭
- 김봉근
- 노영국
- 김덕수
- 남성식
- 한정국
- 손영춘
- 정서임
- 최정실
- 장정희
- 장혜숙
- 최정화